# Râul Valea Îndărăt
Râul Valea Îndărăt este un râu afluent al râului Drăghiciul.

## Hărți
- Harta Județul Argeș